# 髯食草美洲鱥
髯食草美洲鱥（学名：Algansea barbata）为輻鰭魚綱鯉形目雅羅魚科食草美洲鱥属的其中一種，被IUCN列為極危保育類動物，该物种分布于中美洲墨西哥萊爾馬河流域，為特有種，體長可達13公分，棲息在中底層水域，生活習性不明。